# Nati nel 1877

## Gennaio(63)
- 1º gennaio - Amir ul-Mulk, principe indiano († 1923)
- 1º gennaio - Pejo Javorov, poeta bulgaro († 1914)
- 1º gennaio - Francesco Vatielli, compositore e musicologo italiano († 1946)
- 2 gennaio - Ricciotto Canudo, critico cinematografico, poeta e scrittore italiano († 1923)
- 2 gennaio - Slava Raškaj, pittrice croata († 1906)
- 2 gennaio - Ernst Johannes Schmidt, biologo danese († 1933)
- 3 gennaio - Josephine Hull, attrice statunitense († 1957)
- 3 gennaio - Giovanni Treccani, imprenditore e editore italiano († 1961)
- 3 gennaio - Corrado Zoli, giornalista, scrittore e diplomatico italiano († 1951)
- 4 gennaio - Gibson Gowland, attore britannico († 1951)
- 4 gennaio - Marsden Hartley, pittore e poeta statunitense († 1943)
- 4 gennaio - Otto Herschmann, schermidore e nuotatore austriaco († 1942)
- 4 gennaio - Sextil Pușcariu, linguista, filologo e politico rumeno († 1948)
- 6 gennaio - Primo Cavellini, dirigente sportivo italiano († 1963)
- 6 gennaio - Giuseppe Placido Nicolini, vescovo cattolico italiano († 1973)
- 6 gennaio - Antonio Restelli, pistard italiano († 1945)
- 7 gennaio - Giovanni Battista Trener, geologo italiano († 1954)
- 8 gennaio - Carlo Fait, scultore italiano († 1968)
- 8 gennaio - Stanton Heck, attore statunitense († 1929)
- 9 gennaio - Nina Simonovič-Efimova, pittrice e burattinaia sovietica († 1948)
- 10 gennaio - Rinaldo Panzarasa, avvocato e imprenditore italiano († 1950)
- 10 gennaio - Bonifatius Sauer, vescovo cattolico, abate e missionario tedesco († 1950)
- 11 gennaio - George Majeroni, attore australiano († 1924)
- 11 gennaio - Emma Vecla, cantante lirica francese († 1972)
- 12 gennaio - Roy Clements, regista e sceneggiatore statunitense († 1948)
- 15 gennaio - Domenico Fradiacono, fantino italiano († 1952)
- 15 gennaio - Lewis Madison Terman, psicologo statunitense († 1956)
- 16 gennaio - Ezio Camussi, compositore italiano († 1956)
- 16 gennaio - Thomas Hakon Grönwall, matematico svedese († 1932)
- 16 gennaio - Marcel Sommelet, chimico francese († 1952)
- 18 gennaio - Bruno Bauch, filosofo tedesco († 1942)
- 18 gennaio - Vladimir Rostislavovič Gardin, regista e attore russo († 1965)
- 18 gennaio - Seisetsu Genjo, monaco buddista giapponese († 1945)
- 18 gennaio - Clary McKerrow, giocatore di lacrosse canadese († 1959)
- 18 gennaio - Floris Stempel, dirigente sportivo olandese († 1910)
- 19 gennaio - Fráňa Šrámek, scrittore e poeta ceco († 1952)
- 19 gennaio - Attilio Vergerio, matematico italiano († 1937)
- 19 gennaio - Giuseppe Vicentini, politico e banchiere italiano († 1943)
- 20 gennaio - Jean Lhermitte, neurologo francese († 1959)
- 20 gennaio - Bernardí Martorell, architetto spagnolo († 1937)
- 20 gennaio - Raymond Roussel, scrittore, drammaturgo e poeta francese († 1933)
- 21 gennaio - Francesco Ferrara, giurista italiano († 1941)
- 21 gennaio - Luigi Lucatelli, giornalista e scrittore italiano († 1915)
- 21 gennaio - Baldassarre Negroni, regista, sceneggiatore e produttore cinematografico italiano († 1945)
- 21 gennaio - Gustave de Smet, pittore belga († 1943)
- 22 gennaio - Luigi Antonelli, drammaturgo italiano († 1942)
- 22 gennaio - Bolesław Leśmian, poeta polacco († 1937)
- 22 gennaio - Hjalmar Schacht, economista e politico tedesco († 1970)
- 23 gennaio - Cao Rulin, politico e diplomatico cinese († 1966)
- 23 gennaio - Ottavio Ricaldoni, militare italiano († 1965)
- 25 gennaio - Carlo Bonardi, avvocato, politico e saggista italiano († 1957)
- 25 gennaio - Dante Olivieri, filologo, glottologo e linguista italiano († 1964)
- 26 gennaio - Kees van Dongen, pittore olandese († 1968)
- 28 gennaio - Francis de Croisset, drammaturgo, librettista e scrittore belga († 1937)
- 28 gennaio - Eugenio Raffaele Faggiano, vescovo cattolico italiano († 1960)
- 28 gennaio - Semën Ljudvigovič Frank, filosofo e psicologo russo († 1950)
- 28 gennaio - Anton Johanson, calciatore e allenatore di calcio svedese († 1952)
- 29 gennaio - Georges Catroux, generale e diplomatico francese († 1969)
- 29 gennaio - John Dick, allenatore di calcio e calciatore scozzese († 1932)
- 29 gennaio - Eduardo Hay, ingegnere, generale e politico messicano († 1941)
- 29 gennaio - Vincenzo Rossi, militare italiano († 1900)
- 30 gennaio - Maria Crocifissa Curcio, religiosa italiana († 1957)
- 30 gennaio - Albert Sherbourne Le Souef, zoologo australiano († 1951)

## Febbraio(73)
- 1º febbraio - Luigi Bonazza, pittore italiano († 1965)
- 1º febbraio - Thomas Dunhill, compositore e sceneggiatore inglese († 1946)
- 1º febbraio - Guillaume Mollat, presbitero e storico francese († 1968)
- 1º febbraio - Kurt Rosenfeld, politico e avvocato tedesco († 1943)
- 2 febbraio - Giuseppe Becce, compositore italiano († 1973)
- 3 febbraio - Adele Albieri, scrittrice italiana († 1964)
- 3 febbraio - Ludwig Deubner, filologo classico e storico tedesco († 1946)
- 3 febbraio - Ernst Nachmanson, filologo classico e grecista svedese († 1943)
- 5 febbraio - Jone Frigerio, attrice italiana († 1963)
- 5 febbraio - Heinrich Oelerich, aviatore e ingegnere aeronautico tedesco († 1953)
- 6 febbraio - Filippo Eredia, geofisico e meteorologo italiano († 1948)
- 6 febbraio - Nicolò Giacchi, generale e storico italiano († 1948)
- 6 febbraio - Anton Gustafsson, tiratore di fune svedese († 1943)
- 6 febbraio - Vladimir Fëdorovič Minorskij, iranista russo († 1966)
- 7 febbraio - Camillo Caccia Dominioni, cardinale italiano († 1946)
- 7 febbraio - Julius Curtius, avvocato e politico tedesco († 1948)
- 7 febbraio - Godfrey Harold Hardy, matematico britannico († 1947)
- 7 febbraio - Pietro Pomares y de Morant, arcivescovo cattolico italiano († 1924)
- 7 febbraio - Arrigo Serato, violinista italiano († 1948)
- 8 febbraio - Luigi Faccio, partigiano e politico italiano († 1951)
- 8 febbraio - Carl Tanzler, radiologo tedesco († 1952)
- 8 febbraio - Albert Vögler, imprenditore e politico tedesco († 1945)
- 8 febbraio - Olaf Richard von Wulff, militare austriaco († 1955)
- 9 febbraio - Eric Gutkind, filosofo tedesco († 1965)
- 11 febbraio - Vincenzo De Angelis, medico, politico e poeta italiano († 1945)
- 11 febbraio - Milan Ogrizović, drammaturgo e scrittore croato († 1923)
- 12 febbraio - Carlo Vergara Caffarelli, ammiraglio italiano († 1966)
- 12 febbraio - Maud Wagner, circense statunitense († 1961)
- 13 febbraio - Sidney Smith, sceneggiatore e regista statunitense († 1935)
- 14 febbraio - Edmund Landau, matematico tedesco († 1938)
- 14 febbraio - Nikolaus von Üxküll-Gyllenband, militare tedesco († 1944)
- 15 febbraio - Louis Renault, imprenditore francese († 1944)
- 16 febbraio - Angiolo Badiani, politico, avvocato e banchiere italiano († 1950)
- 16 febbraio - Cornelis Hirschman, banchiere e dirigente sportivo olandese († 1951)
- 16 febbraio - Salvatore Sciuto Patti, ingegnere e architetto italiano († 1926)
- 16 febbraio - Isidora Sekulić, scrittrice serba († 1958)
- 17 febbraio - Adelaide Ametis, pittrice italiana († 1949)
- 17 febbraio - Isabelle Eberhardt, esploratrice e scrittrice svizzera († 1904)
- 17 febbraio - André Maginot, militare e politico francese († 1932)
- 18 febbraio - Domenico Giuliotti, scrittore italiano († 1956)
- 19 febbraio - Louis Aubert, musicista, compositore e critico musicale francese († 1968)
- 19 febbraio - Henri Fréteur, ginnasta francese
- 19 febbraio - George Melford, regista e attore statunitense († 1961)
- 19 febbraio - Gabriele Münter, pittrice tedesca († 1962)
- 20 febbraio - André Lambert, calciatore francese († 1901)
- 21 febbraio - Jean Capart, egittologo belga († 1947)
- 21 febbraio - Réginald Garrigou-Lagrange, teologo francese († 1964)
- 21 febbraio - Enrique Mosconi, generale e ingegnere argentino († 1940)
- 21 febbraio - Félix Paiva, giurista e politico paraguaiano († 1965)
- 22 febbraio - Maurice Costello, attore e regista statunitense († 1950)
- 22 febbraio - Harry Lee, velocista statunitense († 1937)
- 23 febbraio - Alpinolo Magnini, ceramista italiano († 1953)
- 23 febbraio - Pie Eugène Neveu, vescovo cattolico e religioso francese († 1946)
- 23 febbraio - Frederic L. Paxson, storico statunitense († 1948)
- 24 febbraio - Romeo Bernotti, ammiraglio e politico italiano († 1974)
- 24 febbraio - Rudolph Ganz, compositore, pianista e direttore d'orchestra svizzero († 1972)
- 24 febbraio - Evelyn Jamison, storica inglese († 1972)
- 24 febbraio - Charles Lalo, filosofo francese († 1953)
- 25 febbraio - Manuel González García, vescovo cattolico spagnolo († 1940)
- 25 febbraio - John Robertson, allenatore di calcio e calciatore scozzese († 1935)
- 25 febbraio - Karel Toman, poeta e giornalista ceco († 1946)
- 26 febbraio - Celestina Boninsegna, soprano italiano († 1947)
- 26 febbraio - Antonio Chiaramonte Bordonaro, diplomatico italiano († 1932)
- 26 febbraio - Rudolph Dirks, fumettista statunitense († 1968)
- 26 febbraio - Giuseppe Gola, botanico italiano († 1956)
- 26 febbraio - Wallace Fard Muhammad, predicatore e religioso statunitense
- 27 febbraio - Joseph Grinnell, biologo e zoologo statunitense († 1939)
- 27 febbraio - Chaim Rumkowski, imprenditore polacco († 1944)
- 28 febbraio - Sergej Ėduardovič Bortkevič, compositore e pianista russo († 1952)
- 28 febbraio - Henri Breuil, archeologo, antropologo e geologo francese († 1961)
- 28 febbraio - Charles S. Howard, imprenditore statunitense († 1950)
- 28 febbraio - Albino Jara, militare paraguaiano († 1912)
- 28 febbraio - Enrico Sacchetti, pittore, illustratore e scrittore italiano († 1967)

## Marzo(64)
- 2 marzo - Giovanni Cicogna, giurista e politico italiano († 1948)
- 2 marzo - Stuart Laidlaw, giocatore di lacrosse canadese († 1960)
- 2 marzo - Luigi Maglione, diplomatico italiano († 1944)
- 2 marzo - Consuelo Vanderbilt, statunitense († 1964)
- 3 marzo - Jón Þorláksson, politico islandese († 1935)
- 4 marzo - Pavel Rafailovič Bermondt-Avalov, generale e scrittore russo († 1974)
- 4 marzo - Frank Bornamann, nuotatore statunitense († 1934)
- 4 marzo - Fritz Graebner, etnologo tedesco († 1934)
- 4 marzo - Bindo de Vecchi, medico e militare italiano († 1936)
- 6 marzo - Karl Platen, attore tedesco († 1952)
- 7 marzo - Gelasio Caetani, diplomatico e politico italiano († 1934)
- 7 marzo - Thorvald Ellegaard, pistard danese († 1954)
- 7 marzo - Almerico Ribera, enciclopedista italiano († 1967)
- 8 marzo - Wilhelm Biltz, chimico tedesco († 1943)
- 8 marzo - Aleksandr Evreinov, arcivescovo cattolico russo († 1959)
- 8 marzo - Carl Mannich, chimico tedesco († 1947)
- 8 marzo - Šatrijos Ragana, scrittrice, educatrice e umanista lituana († 1930)
- 9 marzo - Emil Abderhalden, biochimico svizzero († 1950)
- 9 marzo - Stu Stickney, golfista statunitense († 1932)
- 10 marzo - Pascual Ortiz Rubio, politico e generale messicano († 1963)
- 10 marzo - Émile Sarrade, rugbista a 15 e tiratore di fune francese († 1953)
- 11 marzo - Maurice Halbwachs, filosofo e sociologo francese († 1945)
- 11 marzo - Frederick Stapleton, nuotatore e pallanuotista britannico († 1939)
- 11 marzo - Oskar Ursinus, pioniere dell'aviazione e progettista tedesco († 1952)
- 12 marzo - Wilhelm Frick, politico e criminale di guerra tedesco († 1946)
- 12 marzo - Ulderico Mazzolani, avvocato e politico italiano († 1952)
- 13 marzo - Odoardo Voccoli, politico e antifascista italiano († 1963)
- 14 marzo - Edna Woolman Chase, editrice statunitense († 1957)
- 15 marzo - Malcolm Whitman, tennista statunitense († 1932)
- 16 marzo - Sam Wolstenholme, calciatore e allenatore di calcio inglese († 1945)
- 17 marzo - Frank Castleman, velocista e ostacolista statunitense († 1946)
- 17 marzo - Giovanni Giusti del Giardino, ufficiale italiano († 1932)
- 17 marzo - Otto Gross, neurologo, psicoanalista e filosofo austriaco († 1919)
- 17 marzo - Albert Hahn, artista e fumettista olandese († 1918)
- 17 marzo - Edith New, attivista statunitense († 1951)
- 18 marzo - Edgar Cayce, sensitivo statunitense († 1945)
- 18 marzo - George Field, attore statunitense († 1925)
- 18 marzo - Lucio Schirò, politico e pastore metodista italiano († 1961)
- 18 marzo - George Sidney, attore ungherese († 1945)
- 19 marzo - Franz Joseph Emil Fischer, chimico tedesco († 1947)
- 19 marzo - Penrhyn Stanlaws, illustratore e regista statunitense († 1957)
- 20 marzo - Antonio Cippico, politico italiano († 1935)
- 20 marzo - Mattia Moresco, giurista e politico italiano († 1946)
- 20 marzo - Oton Vinski, banchiere croato († 1942)
- 21 marzo - John Aspin, velista britannico († 1960)
- 21 marzo - Ignazio Lupo, mafioso italiano († 1947)
- 21 marzo - Guglielmo Sabatini, giurista italiano († 1949)
- 22 marzo - Nicola Ciccolungo, avvocato e politico italiano († 1952)
- 22 marzo - Ferdinando Salce, collezionista d'arte italiano († 1962)
- 24 marzo - Jules Rolland, ginnasta francese († 1929)
- 25 marzo - Alphonse de Chateaubriant, scrittore francese († 1951)
- 26 marzo - Rae Berger, attore e regista statunitense († 1931)
- 26 marzo - Hermann Wilhelm Berning, arcivescovo cattolico tedesco († 1955)
- 26 marzo - Guido Donegani, ingegnere, imprenditore e politico italiano († 1947)
- 26 marzo - Oscar Grégoire, pallanuotista e nuotatore belga († 1947)
- 28 marzo - Francisco de Campos Barreto, vescovo cattolico brasiliano († 1941)
- 28 marzo - William Garcia, maratoneta statunitense († 1951)
- 28 marzo - Cecil Boden Kloss, zoologo britannico († 1949)
- 29 marzo - Alberto Beneduce, dirigente pubblico, economista e politico italiano († 1944)
- 29 marzo - Jules Boucherit, violinista e insegnante francese († 1962)
- 29 marzo - Karol Frycz, pittore, regista e scenografo polacco († 1963)
- 30 marzo - Giacomo Montanelli, arcivescovo cattolico italiano († 1944)
- 31 marzo - Maria Campi, cantante e attrice italiana († 1963)
- 31 marzo - Henry Slack, velocista statunitense († 1928)

## Aprile(66)
- 1º aprile - Maurice Hankey, I barone Hankey, ufficiale inglese († 1963)
- 2 aprile - Carl Lucas Alsberg, chimico e biologo statunitense († 1940)
- 2 aprile - Alberto Fava, ingegnere italiano († 1952)
- 2 aprile - Giuseppe Gerola, storico italiano († 1938)
- 2 aprile - José María Leyva, generale, politico e rivoluzionario messicano († 1956)
- 2 aprile - Ervin Mészáros, schermidore ungherese († 1940)
- 2 aprile - Arnold Schering, musicologo tedesco († 1941)
- 2 aprile - Yan Huiqing, scrittore, politico e diplomatico cinese († 1950)
- 3 aprile - Maria Carola Cecchin, religiosa italiana († 1925)
- 3 aprile - Alphonse Decuyper, pallanuotista francese († 1937)
- 3 aprile - Joseph Laurent Philippe, vescovo cattolico lussemburghese († 1956)
- 5 aprile - Alfredo Robert, attore, regista e produttore cinematografico italiano († 1964)
- 5 aprile - Walter Sutton, biologo statunitense († 1916)
- 7 aprile - Attilio Andreoli, pittore italiano († 1950)
- 7 aprile - Felice Bacci, politico italiano († 1937)
- 7 aprile - Béla Kádár, pittore ungherese († 1955)
- 8 aprile - Peter Kemp, nuotatore e pallanuotista britannico († 1965)
- 8 aprile - Jeanne Labourbe, rivoluzionaria francese († 1919)
- 8 aprile - Celestino Usuelli, alpinista, pioniere dell'aviazione e dirigibilista italiano († 1926)
- 8 aprile - Karl Walser, pittore e scenografo svizzero († 1943)
- 10 aprile - Henri Andréani, regista francese († 1936)
- 10 aprile - Raffa Garzia, critico letterario italiano († 1938)
- 10 aprile - Alfred Kubin, illustratore, litografo e pittore austriaco († 1959)
- 10 aprile - Maria Cristina di Borbone-Due Sicilie, principessa († 1947)
- 10 aprile - Massimo Massimi, cardinale italiano († 1954)
- 11 aprile - Carl Alstrup, attore, regista e sceneggiatore danese († 1942)
- 11 aprile - Raymond Etherington-Smith, canottiere britannico († 1913)
- 11 aprile - Janne Lundblad, cavaliere svedese († 1940)
- 12 aprile - Alfredo Guzzoni, generale italiano († 1965)
- 13 aprile - Enrique Flores Magón, anarchico, rivoluzionario e giornalista messicano († 1954)
- 13 aprile - Christian Lautenschlager, pilota automobilistico tedesco († 1954)
- 13 aprile - Grenville Morris, calciatore gallese († 1959)
- 15 aprile - Viktors Eglītis, poeta lettone († 1945)
- 15 aprile - Georg Kolbe, scultore e pittore tedesco († 1947)
- 15 aprile - William David Ross, filosofo e filologo britannico († 1971)
- 15 aprile - José Aníbal Verdaguer y Corominas, vescovo cattolico argentino († 1940)
- 16 aprile - Paul Bor, ciclista su strada francese († 1921)
- 16 aprile - Victor Willems, schermidore belga († 1920)
- 16 aprile - Gardner Williams, nuotatore statunitense († 1933)
- 17 aprile - Ethel Browning, attrice e sceneggiatrice statunitense († 1965)
- 17 aprile - Viktor Mucha, dermatologo austriaco († 1933)
- 18 aprile - Nadežda Gernet, matematica russa († 1943)
- 18 aprile - Ottone Schanzer, letterato e librettista austriaco († 1956)
- 18 aprile - Vicente Sotto, politico, giornalista e scrittore filippino († 1950)
- 19 aprile - Raffaello Delle Nocche, vescovo cattolico italiano († 1960)
- 19 aprile - Lucio e Giuseppe Lozza, imprenditore, inventore e dirigente d'azienda italiano († 1954)
- 19 aprile - Guillaume Séron, pallanuotista belga
- 20 aprile - Leonardo Ricci, geografo italiano († 1967)
- 21 aprile - Giuseppe Checchia Rispoli, geologo e paleontologo italiano († 1947)
- 22 aprile - Alojz Kraigher, scrittore, drammaturgo e medico sloveno († 1959)
- 23 aprile - Georgij Jakovlevič Sedov, navigatore, esploratore e cartografo russo († 1914)
- 24 aprile - Perry Banks, attore canadese († 1934)
- 24 aprile - Guido Guidotti Mori, politico e militare italiano († 1961)
- 24 aprile - Karl Jaberg, linguista e filologo svizzero († 1958)
- 25 aprile - Lucien Bataille, attore francese († 1953)
- 26 aprile - Nicola Garrone, economista italiano († 1959)
- 27 aprile - Andrew Aitken, calciatore e allenatore di calcio scozzese († 1955)
- 27 aprile - Maurice Raoul-Duval, giocatore di polo francese († 1916)
- 27 aprile - José María Zeledón Brenes, poeta, giornalista e politico costaricano († 1949)
- 28 aprile - Ferdinand Stanislaus Pawlikowski, arcivescovo cattolico austriaco († 1956)
- 29 aprile - Paul Beulque, pallanuotista e allenatore di pallanuoto francese († 1943)
- 29 aprile - Jacob Merkelbach, fotografo olandese († 1942)
- 30 aprile - Léon Flameng, pistard francese († 1917)
- 30 aprile - Giovanni Mazza, poeta italiano († 1943)
- 30 aprile - Alice Toklas, scrittrice statunitense († 1967)
- 30 aprile - Fritz von Herzmanovsky-Orlando, scrittore e disegnatore austriaco († 1954)

## Maggio(54)
- 2 maggio - Gustavo Ingrosso, giurista e politico italiano († 1968)
- 3 maggio - John Freitag, canottiere statunitense († 1932)
- 3 maggio - Franz Nopcsa, paleontologo, geologo e naturalista ungherese († 1933)
- 5 maggio - Damiana Sette, centenaria italiana († 1985)
- 5 maggio - Kanbun Uechi, maestro di karate giapponese († 1948)
- 9 maggio - James Colquhoun Irvine, chimico scozzese († 1952)
- 9 maggio - Peter Maurin, attivista francese († 1949)
- 9 maggio - Novello Novelli, politico italiano († 1963)
- 9 maggio - Hovsep Pushman, pittore armeno († 1966)
- 9 maggio - Gino de Finetti, pittore, illustratore e grafico italiano († 1955)
- 10 maggio - Floriano Del Secolo, giornalista e politico italiano († 1949)
- 10 maggio - Roderich Mojsisovics von Mojsvár, musicista austriaco († 1953)
- 11 maggio - Augusto Pollastri, liutaio italiano († 1927)
- 11 maggio - Ulderico Tegani, giornalista, scrittore e romanziere italiano († 1951)
- 12 maggio - Emma Carelli, soprano italiano († 1928)
- 13 maggio - J. Searle Dawley, regista e sceneggiatore statunitense († 1949)
- 13 maggio - Luciano Geraci, vescovo cattolico italiano († 1946)
- 13 maggio - Robert Hamilton, calciatore scozzese († 1948)
- 14 maggio - Clyde Purnell, calciatore inglese († 1934)
- 15 maggio - Gabriel Faure, poeta e scrittore francese († 1962)
- 16 maggio - Bernard Spilsbury, patologo britannico († 1947)
- 16 maggio - Pierre Verdé-Delisle, tennista francese († 1960)
- 17 maggio - Candida Mara, cantante italiana († 1927)
- 18 maggio - Elena Guro, scrittrice e pittrice russa († 1913)
- 19 maggio - Antonio Dubini, calciatore e dirigente sportivo italiano († 1931)
- 19 maggio - Avel' Enukidze, politico georgiano († 1937)
- 19 maggio - Willy Rohr, ufficiale tedesco († 1930)
- 20 maggio - Jean Dunand, artista svizzero († 1942)
- 20 maggio - Pat Leahy, altista, lunghista e triplista britannico († 1927)
- 22 maggio - Umberto Bucci, ammiraglio e politico italiano († 1950)
- 22 maggio - David Burton, regista statunitense († 1963)
- 22 maggio - Richard Ludwig, rugbista a 15 tedesco († 1946)
- 23 maggio - Black Hawk, giocatore di lacrosse canadese
- 23 maggio - Grace Ingalls, statunitense († 1941)
- 23 maggio - Thomas Orde-Lees, ingegnere e esploratore britannico († 1958)
- 24 maggio - H.O. Martinek, regista e attore francese († 1935)
- 24 maggio - Ángel Mentasti, produttore cinematografico italiano († 1937)
- 24 maggio - Hanna Sheehy-Skeffington, attivista irlandese († 1946)
- 25 maggio - Billy Murray, cantante statunitense († 1954)
- 26 maggio - Archibald Acheson, V conte di Gosford, nobile e generale inglese († 1954)
- 26 maggio - Sadao Araki, generale giapponese († 1966)
- 26 maggio - Francesco La Cava, medico e letterato italiano († 1958)
- 26 maggio - Jean Schlumberger, scrittore e critico letterario francese († 1968)
- 27 maggio - Isadora Duncan, danzatrice statunitense († 1927)
- 27 maggio - Oscar Vladislas de Lubicz-Milosz, poeta, diplomatico e esoterista lituano († 1939)
- 28 maggio - George Beattie, tiratore a volo canadese († 1953)
- 28 maggio - Hendrik van Blijenburgh, schermidore olandese († 1960)
- 28 maggio - Terence Keyes, ufficiale e diplomatico inglese († 1939)
- 28 maggio - René Jules Thion de la Chaume, schermidore francese († 1940)
- 28 maggio - Maksimilian Aleksandrovič Vološin, poeta russo († 1932)
- 29 maggio - Otto Gebühr, attore e regista teatrale tedesco († 1954)
- 29 maggio - Ettore Manca, generale italiano († 1966)
- 29 maggio - Edoardo Pasteur, calciatore, dirigente sportivo e allenatore di calcio italiano († 1969)
- 31 maggio - Gabrielle Renaudot, astronoma francese († 1962)

## Giugno(59)
- 1º giugno - Gideon Baird, calciatore nordirlandese († 1897)
- 1º giugno - Giulio Volpi, avvocato, politico e antifascista italiano († 1947)
- 2 giugno - Theodosia Harris, scrittrice e sceneggiatrice statunitense († 1938)
- 3 giugno - Raoul Dufy, pittore e scenografo francese († 1953)
- 3 giugno - Cipriano Giachetti, giornalista, scrittore e commediografo italiano († 1951)
- 3 giugno - Ettore Soffritti, liutaio italiano († 1928)
- 4 giugno - Giulio Marinetti, militare italiano († 1965)
- 4 giugno - Heinrich Otto Wieland, chimico tedesco († 1957)
- 5 giugno - Luigi Loperfido, sindacalista, artista e predicatore italiano († 1959)
- 5 giugno - André Vacherot, tennista francese († 1924)
- 7 giugno - Charles Glover Barkla, fisico britannico († 1944)
- 7 giugno - Nykyta Budka, vescovo cattolico ucraino († 1949)
- 7 giugno - Giovanni Ciampitti, avvocato e politico italiano († 1967)
- 7 giugno - Roelof Klein, canottiere olandese († 1960)
- 7 giugno - George Villiers, VI conte di Clarendon, politico britannico († 1955)
- 8 giugno - Johannes Daubert, filosofo tedesco († 1947)
- 9 giugno - Rudolf Borchardt, scrittore tedesco († 1945)
- 9 giugno - Maria Tarnowska, criminale russa († 1949)
- 9 giugno - Titta Ruffo, baritono italiano († 1953)
- 10 giugno - Oscar Creighton, avventuriero statunitense († 1911)
- 11 giugno - Robert Farnan, canottiere statunitense († 1939)
- 11 giugno - Olga FitzGeorge, imprenditrice inglese († 1928)
- 11 giugno - Renée Vivien, poetessa britannica († 1909)
- 12 giugno - Thomas C. Hart, ammiraglio statunitense († 1971)
- 12 giugno - Fritz Höger, architetto tedesco († 1949)
- 12 giugno - Vanni Marcoux, cantante, baritono e basso francese († 1962)
- 13 giugno - Ingolf Schanche, attore e regista teatrale norvegese († 1954)
- 13 giugno - Joseph Stella, pittore italiano († 1946)
- 14 giugno - Jane Bathori, mezzosoprano francese († 1970)
- 14 giugno - Ida Maclean, biochimica inglese († 1944)
- 14 giugno - Giovanni Prini, scultore, decoratore e illustratore italiano († 1958)
- 14 giugno - Luigi Velani, ingegnere e dirigente pubblico italiano († 1958)
- 14 giugno - Robert Whytlaw-Gray, chimico britannico († 1958)
- 14 giugno - Paula Winkler, scrittrice tedesca († 1958)
- 15 giugno - Antonio Cercariolo, presbitero italiano († 1952)
- 15 giugno - Arrigo Serpieri, economista, politico e agronomo italiano († 1960)
- 15 giugno - Alexander von Tunzelmann, navigatore neozelandese († 1957)
- 16 giugno - Enrico Canfari, calciatore, dirigente sportivo e arbitro di calcio italiano († 1915)
- 16 giugno - Josef Schiller, idrologo e micologo austriaco († 1960)
- 17 giugno - Russell Simpson, attore statunitense († 1959)
- 17 giugno - Manuel Tinio, generale, rivoluzionario e politico filippino († 1924)
- 18 giugno - James Montgomery Flagg, pubblicitario e illustratore statunitense († 1960)
- 19 giugno - Charles Coburn, attore statunitense († 1961)
- 19 giugno - Heinrich Rondi, sollevatore, lottatore e tiratore di fune tedesco († 1948)
- 19 giugno - Vincenzo Scarpetta, attore, regista e commediografo italiano († 1952)
- 19 giugno - Mario Tamagno, architetto italiano († 1941)
- 20 giugno - Lydia Piva, poetessa italiana († 1898)
- 23 giugno - Norman Pritchard, attore, ostacolista e velocista indiano († 1929)
- 24 giugno - Arduino Colasanti, storico dell'arte italiano († 1935)
- 24 giugno - Aleksej Michajlovič Remizov, scrittore russo († 1957)
- 24 giugno - Ascanio Michele Sforza, nobile, ingegnere e scrittore italiano († 1944)
- 24 giugno - Georg von Charasoff, matematico e economista russo († 1931)
- 26 giugno - Flavia Steno, giornalista e scrittrice italiana († 1946)
- 27 giugno - William Clifford, attore statunitense († 1941)
- 27 giugno - Luigi Lusignani, politico italiano († 1927)
- 27 giugno - Luigi Zambarelli, presbitero e scrittore italiano († 1946)
- 29 giugno - Petar Kočić, scrittore serbo († 1916)
- 29 giugno - Ruurd Leegstra, canottiere olandese († 1933)
- 30 giugno - Julio Mangada Rosenörn, ufficiale e esperantista spagnolo († 1946)

## Luglio(88)
- 1º luglio - Arvid Aae, pittore svedese († 1913)
- 1º luglio - Giulio Antamoro, regista italiano († 1945)
- 1º luglio - Marco Antonio Dressino, presbitero e religioso italiano († 1969)
- 2 luglio - Rinaldo Cuneo, artista statunitense († 1939)
- 2 luglio - Hermann Hesse, scrittore, poeta e pittore tedesco († 1962)
- 3 luglio - Gerolamo Gaslini, imprenditore, filantropo e politico italiano († 1964)
- 3 luglio - Domenico Viglione Borghese, baritono e attore italiano († 1957)
- 3 luglio - Peppino Villani, cantante e attore teatrale italiano († 1942)
- 3 luglio - Alvin Wyckoff, direttore della fotografia statunitense († 1957)
- 4 luglio - Giovanni Santini, politico italiano († 1929)
- 4 luglio - Clifford M. Walker, politico statunitense († 1954)
- 5 luglio - Edwin Biedermann, tennista britannico († 1929)
- 5 luglio - Tullio Giordana, scrittore, giornalista e avvocato italiano († 1950)
- 6 luglio - Niceto Alcalá-Zamora y Torres, politico e giurista spagnolo († 1949)
- 6 luglio - Pantaleo Carabellese, filosofo italiano († 1948)
- 6 luglio - Alberto Cibrario, medico e pittore italiano († 1962)
- 6 luglio - Ivan Platonovič Kaljaev, rivoluzionario e giornalista russo († 1905)
- 6 luglio - Włodzimierz Perzyński, scrittore e drammaturgo polacco († 1930)
- 6 luglio - Frank Riseley, tennista britannico († 1959)
- 7 luglio - Luigi Neyrone, funzionario italiano
- 8 luglio - Nigel De Brulier, attore britannico († 1948)
- 8 luglio - René Navarre, attore francese († 1968)
- 8 luglio - Salvatore Sacquegna, artigiano e scultore italiano († 1955)
- 9 luglio - William Albert Ablett, pittore francese († 1936)
- 9 luglio - Lorenzo Cozza, scultore italiano († 1965)
- 9 luglio - William Keble Martin, presbitero, botanico e illustratore britannico († 1969)
- 9 luglio - Filiberto Minozzi, pittore italiano († 1936)
- 10 luglio - Harry Allen, attore australiano († 1951)
- 10 luglio - Enrico Calandra, critico d'arte, storico dell'arte e storico dell'architettura italiano († 1946)
- 10 luglio - Hélène Dutrieu, ciclista e aviatrice belga († 1961)
- 10 luglio - Francesco Tarabotto, comandante marittimo italiano († 1969)
- 11 luglio - Giulio Laureati, aviatore italiano († 1943)
- 12 luglio - Pietro Toesca, storico dell'arte italiano († 1962)
- 13 luglio - Joseph Bertrand, nuotatore e pallanuotista francese († 1918)
- 13 luglio - Johannes Palaschko, compositore, violinista e violista tedesco († 1932)
- 13 luglio - Giuseppe Pizzardo, cardinale italiano († 1970)
- 13 luglio - Erik Scavenius, politico e diplomatico danese († 1962)
- 14 luglio - Sita Camperio Meyer, infermiera e militare italiana († 1967)
- 14 luglio - Ugo Pizzarello, generale italiano († 1959)
- 15 luglio - George Cornet, pallanuotista britannico († 1952)
- 15 luglio - Amedeo Obici, imprenditore italiano († 1947)
- 16 luglio - Vasil Kolarov, politico bulgaro († 1950)
- 16 luglio - Ivy Lee, pubblicista e pubblicitario statunitense († 1934)
- 16 luglio - Béla Schick, pediatra ungherese († 1967)
- 16 luglio - Wilhelm Trendelenburg, fisiologo tedesco († 1946)
- 16 luglio - Antonio Irineo Villarreal, politico e generale messicano († 1944)
- 17 luglio - Herman Jadlowker, tenore russo († 1953)
- 17 luglio - Adele Lane, attrice statunitense († 1957)
- 18 luglio - Alberto Aggazzotti, fisiologo italiano († 1963)
- 19 luglio - Gino Chierici, architetto e restauratore italiano († 1961)
- 20 luglio - Tom Crean, esploratore e militare irlandese († 1938)
- 20 luglio - Marie Danet, tennista francese († 1958)
- 20 luglio - Augusto De Martino, avvocato e politico italiano († 1940)
- 21 luglio - Biagio Biagetti, pittore italiano († 1948)
- 21 luglio - Henri Hazebrouck, canottiere francese († 1948)
- 21 luglio - Romualdo Rossi, scrittore e giornalista italiano († 1968)
- 22 luglio - Gian Giorgio Trissino, cavaliere italiano († 1963)
- 23 luglio - Armando Gill, cantautore e attore italiano († 1945)
- 23 luglio - Alessandro Pirzio Biroli, generale e schermidore italiano († 1962)
- 24 luglio - Pietro Rabbia, ceramista italiano († 1948)
- 24 luglio - Calogero Vizzini, mafioso italiano († 1954)
- 25 luglio - Jan Fransen, filologo olandese († 1948)
- 26 luglio - Jesse Livermore, economista statunitense († 1940)
- 26 luglio - Reinhold Trampler, schermidore austriaco († 1964)
- 27 luglio - Ernő Dohnányi, direttore d'orchestra, compositore e pianista ungherese († 1960)
- 27 luglio - Harrison Fisher, illustratore statunitense († 1934)
- 27 luglio - Francesco Maria Franco, vescovo cattolico italiano († 1968)
- 27 luglio - Florence Gill, doppiatrice britannica († 1965)
- 27 luglio - Theodor Kofler, fotografo austriaco († 1957)
- 27 luglio - John Henry Lake, pistard statunitense
- 27 luglio - Stefano Rosselli del Turco, scacchista italiano († 1947)
- 28 luglio - Andrés Barbero, botanico, medico e scienziato paraguaiano († 1951)
- 28 luglio - Annibale Caretta, militare italiano († 1918)
- 28 luglio - Will Davis, pistard francese († 1932)
- 28 luglio - Virgile Gaillard, calciatore francese († 1943)
- 28 luglio - Béla Kiss, serial killer ungherese
- 29 luglio - William Beebe, ornitologo, entomologo e esploratore statunitense († 1962)
- 29 luglio - Paddy Brennan, giocatore di lacrosse canadese († 1961)
- 29 luglio - Annibale De Lotto, scultore italiano († 1932)
- 29 luglio - Carl Alexander Neuberg, biochimico tedesco († 1956)
- 30 luglio - Giuseppe Beneduce, avvocato e politico italiano († 1942)
- 30 luglio - Yoï Crosse, modella e scrittrice britannica († 1944)
- 31 luglio - Attilio Cevidalli, medico italiano († 1926)
- 31 luglio - Auguste Daumain, pistard e ciclista su strada francese († 1938)
- 31 luglio - Giuseppe Domenichelli, ginnasta italiano († 1965)
- 31 luglio - Harriet Margaret Louisa Bolus, botanica sudafricana († 1970)
- 31 luglio - Georges Johin, giocatore di croquet francese († 1955)
- 31 luglio - Siegfried Philippi, regista e sceneggiatore tedesco († 1936)

## Agosto(72)
- 1º agosto - Georg Hackenschmidt, wrestler, strongman e scrittore estone († 1968)
- 1º agosto - Charlotte Hughes, supercentenaria britannica († 1993)
- 1º agosto - Fritz Spira, attore e cantante austriaco († 1943)
- 1º agosto - Carl Wiegand, ginnasta tedesco († 1917)
- 2 agosto - Gaston Peltier, calciatore francese († 1951)
- 3 agosto - Carlo Canepa, politico italiano († 1948)
- 4 agosto - Hendrik de Iongh, schermidore olandese († 1962)
- 4 agosto - Laura Knight, pittrice inglese († 1970)
- 4 agosto - Tom Thomson, pittore canadese († 1917)
- 6 agosto - Alberto Novellis di Coarazze, generale e aviatore italiano († 1956)
- 6 agosto - Gaetano Spinelli, pittore italiano († 1945)
- 7 agosto - Gino Aldi Mai, avvocato e politico italiano († 1940)
- 7 agosto - Leslie Hunter, pittore scozzese († 1931)
- 7 agosto - Ulrich Salchow, pattinatore artistico su ghiaccio svedese († 1949)
- 8 agosto - Walter Bauer, teologo, lessicografo e grecista tedesco († 1960)
- 8 agosto - Aleksandr Alekseevič Chanžonkov, produttore cinematografico russo († 1945)
- 8 agosto - Henry Otto, attore, regista e sceneggiatore statunitense († 1952)
- 9 agosto - Giovanni Colazza, filosofo e esoterista italiano († 1953)
- 9 agosto - Winifred McNair, tennista britannica († 1954)
- 9 agosto - Annie Turnbo Malone, imprenditrice, inventrice e filantropa statunitense († 1957)
- 10 agosto - Rudolf Hilferding, economista, politico e medico tedesco († 1941)
- 10 agosto - Frank Marshall, scacchista statunitense († 1944)
- 11 agosto - Aloïs Catteau, ciclista su strada belga († 1939)
- 11 agosto - Hugo Hardy, tennista tedesco († 1936)
- 11 agosto - Lorenzo Pasteris, dirigente d'azienda italiano († 1944)
- 12 agosto - Sem Benelli, poeta, scrittore e drammaturgo italiano († 1949)
- 13 agosto - Billy Brennagh, giocatore di lacrosse canadese († 1934)
- 13 agosto - Charles Craig, attore statunitense († 1972)
- 13 agosto - Enrico Crespi, poeta e disegnatore italiano († 1965)
- 13 agosto - Leopoldo Ferri, politico italiano († 1937)
- 13 agosto - Otto Nikodym, matematico polacco († 1974)
- 13 agosto - Achille Vaccarisi, generale italiano
- 14 agosto - Pericle Cardinali, magistrato e politico italiano († 1947)
- 14 agosto - Aleksander Zelwerowicz, attore e regista polacco († 1955)
- 15 agosto - Alberto Ascoli, patologo e igienista italiano († 1957)
- 15 agosto - Saverio Gatto, scultore, pittore e disegnatore italiano († 1959)
- 15 agosto - Guglielmo Ghislandi, politico italiano († 1965)
- 15 agosto - Francisc Șirato, pittore e disegnatore rumeno († 1953)
- 15 agosto - Emilio Veggetti, politico e letterato italiano († 1953)
- 16 agosto - Luigi Agretti, pittore e decoratore italiano († 1937)
- 16 agosto - Carlo Bedolini, architetto italiano († 1940)
- 16 agosto - Augusto Giacometti, pittore svizzero († 1947)
- 17 agosto - Giuseppe Bonfantini, politico italiano († 1955)
- 17 agosto - Bernhoff Hansen, lottatore norvegese († 1950)
- 17 agosto - Ralph McKittrick, golfista e tennista statunitense († 1923)
- 17 agosto - Artur Śliwiński, politico polacco († 1953)
- 17 agosto - Matilde di Baviera, principessa († 1906)
- 18 agosto - Enrico Carano, botanico italiano († 1943)
- 18 agosto - Silvio Gambini, architetto italiano († 1948)
- 18 agosto - Vanni Pucci, scrittore, poeta e illustratore italiano († 1964)
- 20 agosto - Ned Maddrell, mannese († 1974)
- 20 agosto - Rodolfo Mondolfo, filosofo italiano († 1976)
- 20 agosto - Jovan Skerlić, scrittore e critico letterario serbo († 1914)
- 22 agosto - Ananda Coomaraswamy, storico dell'arte cingalese († 1947)
- 22 agosto - Antonín Janoušek, politico e giornalista cecoslovacco († 1941)
- 22 agosto - Riccardo Moizo, generale e prefetto italiano († 1962)
- 22 agosto - Pietro Sampietro, compositore, pianista e direttore di banda italiano († 1957)
- 23 agosto - Alfred Rosmer, sindacalista, politico e storico statunitense († 1964)
- 24 agosto - Renzo Chiosso, scrittore, drammaturgo e sceneggiatore italiano († 1949)
- 24 agosto - Constance Pascal, psichiatra rumena († 1937)
- 25 agosto - Burton L. King, regista, produttore cinematografico e attore statunitense († 1944)
- 25 agosto - Rollin S. Sturgeon, regista e sceneggiatore statunitense († 1961)
- 26 agosto - Bortolo Belotti, politico, storico e giurista italiano († 1944)
- 26 agosto - Sisto Bertoldi, generale italiano († 1949)
- 26 agosto - John Latham, magistrato e politico australiano († 1964)
- 26 agosto - Medea Norsa, filologa classica, grecista e papirologa italiana († 1952)
- 27 agosto - Angelo Bughetti, presbitero e educatore italiano († 1935)
- 27 agosto - Hong Jin, politico sudcoreano († 1946)
- 27 agosto - Charles Rolls, imprenditore britannico († 1910)
- 27 agosto - Ernst Wetter, politico svizzero († 1963)
- 29 agosto - Adriano Belli, avvocato, musicologo e critico musicale italiano († 1963)
- 29 agosto - Dudley Pound, ammiraglio britannico († 1943)

## Settembre(64)
- 1º settembre - Francis William Aston, fisico britannico († 1945)
- 1º settembre - Rex Beach, romanziere, pallanuotista e sceneggiatore statunitense († 1949)
- 1º settembre - Jeanne Marie-Laurent, attrice francese († 1964)
- 1º settembre - Uberto Mondolfi, politico italiano († 1941)
- 2 settembre - Guido Colucci, pittore, incisore e ceramista italiano († 1949)
- 2 settembre - Giuseppe Lipparini, critico letterario, poeta e scrittore italiano († 1951)
- 2 settembre - Frederick Soddy, chimico e fisico britannico († 1956)
- 3 settembre - Omero Schiassi, sindacalista e politico italiano († 1956)
- 4 settembre - Franz Albert Seyn, militare russo († 1918)
- 4 settembre - Kārlis Ulmanis, politico lettone († 1942)
- 6 settembre - Buddy Bolden, musicista statunitense († 1931)
- 6 settembre - Ottilie von Faber-Castell, imprenditrice tedesca († 1944)
- 7 settembre - Charles Collignon, schermidore francese († 1945)
- 7 settembre - Edward Cecil Tattersall, compositore di scacchi britannico († 1957)
- 8 settembre - Ethel Jewett, attrice statunitense († 1944)
- 9 settembre - Paul Capellani, attore e sceneggiatore francese († 1960)
- 10 settembre - Henri Denis, generale e politico belga († 1957)
- 10 settembre - Katherine Dreier, pittrice e mecenate statunitense († 1952)
- 11 settembre - Feliks Ėdmundovič Dzeržinskij, politico e rivoluzionario sovietico († 1926)
- 11 settembre - James Jeans, astronomo, matematico e fisico britannico († 1946)
- 11 settembre - Rosika Schwimmer, politica, diplomatica e attivista ungherese († 1948)
- 12 settembre - Georg Hamel, matematico tedesco († 1954)
- 13 settembre - Wilhelm Filchner, geografo, esploratore e scrittore tedesco († 1957)
- 13 settembre - Henry Howard, XIX conte di Suffolk, nobile e militare britannico († 1917)
- 14 settembre - Hans Knirsch, politico austriaco († 1933)
- 14 settembre - Leonhard Seppala, norvegese († 1967)
- 14 settembre - Suddha Dibyaratana del Siam, principessa thailandese († 1922)
- 15 settembre - Severin Ahlqvist, lottatore svedese († 1946)
- 15 settembre - Dante Almansi, funzionario italiano († 1949)
- 15 settembre - Arturo Cadore, compositore e organista italiano († 1929)
- 15 settembre - Olena Kul'čyc'ka, artista, insegnante e attivista ucraina († 1967)
- 16 settembre - Julián Juderías, storico, sociologo e giornalista spagnolo († 1918)
- 16 settembre - Silvio Giuseppe Mercati, filologo classico e bizantinista italiano († 1963)
- 16 settembre - James Stopford, VII conte di Courtown, ufficiale irlandese († 1957)
- 16 settembre - Chance Ward, attore cinematografico e regista cinematografico statunitense († 1949)
- 17 settembre - Inglis Moore Uppercu, imprenditore statunitense († 1944)
- 18 settembre - Ferdinando Farina, militare e politico italiano († 1964)
- 19 settembre - Teresa Franchini, attrice italiana († 1972)
- 19 settembre - Carlo Nasi, nobile, velista e calciatore italiano († 1935)
- 19 settembre - Francesco Tullio, imprenditore e politico italiano († 1969)
- 20 settembre - Francesco Sacco, generale e politico italiano († 1958)
- 21 settembre - Gustav-Adolf Moths, canottiere tedesco
- 22 settembre - Victor Ernest Shelford, zoologo e ecologo statunitense († 1968)
- 23 settembre - Egisto Bellini, architetto italiano († 1955)
- 23 settembre - Hans Petri, generale tedesco († 1945)
- 23 settembre - Léon Sée, schermidore e procuratore sportivo francese († 1960)
- 24 settembre - Ernesto Almirante, attore italiano († 1964)
- 24 settembre - Fortunato Pintor, bibliografo e bibliotecario italiano († 1960)
- 24 settembre - Sante Solieri, chirurgo italiano († 1949)
- 25 settembre - Plutarco Elías Calles, politico e generale messicano († 1945)
- 25 settembre - Caroline Matthews, medico britannica († 1927)
- 26 settembre - Giuditta Brozzetti, imprenditrice italiana († 1975)
- 26 settembre - Ugo Cerletti, psichiatra e neurologo italiano († 1963)
- 26 settembre - Alfred Cortot, pianista e direttore d'orchestra francese († 1962)
- 26 settembre - Edmund Gwenn, attore britannico († 1959)
- 27 settembre - Gaston Bell, attore e cantante statunitense († 1963)
- 27 settembre - Joseph Castiglioni, ginnasta francese († 1959)
- 27 settembre - Waldemar Kaempffert, divulgatore scientifico e giornalista statunitense († 1956)
- 28 settembre - Walter Thijssen, canottiere olandese († 1943)
- 28 settembre - Stanner E.V. Taylor, sceneggiatore e regista statunitense († 1948)
- 28 settembre - Al Young, pugile statunitense († 1940)
- 29 settembre - Florent du Bois de La Villerabel, arcivescovo cattolico francese († 1951)
- 30 settembre - Percival Davson, schermidore e tennista britannico († 1959)
- 30 settembre - Ernst Mohr, ginnasta e multiplista tedesco († 1916)

## Ottobre(57)
- 2 ottobre - Michel-Dimitri Calvocoressi, scrittore e critico musicale francese († 1944)
- 2 ottobre - Carl Hayden, politico statunitense († 1972)
- 2 ottobre - Marco Sales, teologo e biblista italiano († 1936)
- 3 ottobre - Karl Theodor Fahr, patologo tedesco († 1945)
- 3 ottobre - Thomas Murray, giocatore di curling britannico († 1944)
- 4 ottobre - Harry E. Aitken, produttore cinematografico statunitense († 1956)
- 4 ottobre - François Denhaut, ingegnere e aviatore francese († 1952)
- 4 ottobre - Mathilde Ludendorff, psichiatra tedesca († 1966)
- 4 ottobre - Henriette Negrin, stilista francese († 1965)
- 4 ottobre - Giacomo e Giovanni Battista Tocci, italiano
- 5 ottobre - Edith Clements, botanica statunitense († 1971)
- 5 ottobre - Annie Pétain, francese († 1962)
- 5 ottobre - Oscar Taelman, canottiere belga († 1945)
- 6 ottobre - Giuseppe Rolla, vescovo cattolico italiano († 1950)
- 6 ottobre - Emil Georg von Stauß, banchiere tedesco († 1942)
- 7 ottobre - Eufrasia del Sacro Cuore di Gesù, religiosa indiana († 1952)
- 8 ottobre - Hans Heysen, pittore australiano († 1968)
- 9 ottobre - Pëtr Savvič Utkin, pittore russo († 1934)
- 10 ottobre - William Morris, imprenditore britannico († 1963)
- 11 ottobre - Raffaele Jaffe, dirigente sportivo italiano († 1944)
- 12 ottobre - Barbara Allason, scrittrice, germanista e traduttrice italiana († 1968)
- 12 ottobre - Aleksandr Erminingel'dovič Arbuzov, chimico russo († 1968)
- 14 ottobre - Alexander Chulaparambil, vescovo cattolico indiano († 1951)
- 15 ottobre - Teresa Billington-Greig, attivista britannica († 1964)
- 15 ottobre - Henry Chilton, diplomatico britannico († 1954)
- 15 ottobre - Ugo Lombroso, fisiologo e superstite dell'Olocausto italiano († 1952)
- 15 ottobre - Francisco Villaespesa, poeta, drammaturgo e scrittore spagnolo († 1936)
- 15 ottobre - Helen Ware, attrice statunitense († 1939)
- 16 ottobre - Florentino Asensio Barroso, vescovo cattolico spagnolo († 1936)
- 16 ottobre - Frank Cadogan Cowper, pittore inglese († 1958)
- 16 ottobre - Lee Lawrie, scultore statunitense († 1963)
- 16 ottobre - Romeyne Robert Ranieri di Sorbello, nobildonna e imprenditrice statunitense († 1951)
- 17 ottobre - Giuseppe Fini, presbitero, compositore e organista italiano († 1944)
- 17 ottobre - Alberto Laviosa, ingegnere e dirigente d'azienda italiano († 1959)
- 18 ottobre - Rocco Galdieri, poeta e giornalista italiano († 1923)
- 19 ottobre - Carlo Centurione Scotto, avvocato e politico italiano († 1958)
- 19 ottobre - Ildebrando Cocconi, avvocato e scrittore italiano († 1943)
- 19 ottobre - Joanni Perronet, schermidore e maestro di scherma francese († 1950)
- 19 ottobre - Olof Thörnell, generale svedese († 1977)
- 21 ottobre - Oswald Theodore Avery, medico canadese († 1955)
- 21 ottobre - Vittorio Capellaro, produttore cinematografico, regista e attore cinematografico italiano († 1943)
- 21 ottobre - James William Gibson, imprenditore inglese († 1951)
- 21 ottobre - Josephine Lovett, sceneggiatrice statunitense († 1958)
- 22 ottobre - Fritz Alberti, attore e doppiatore tedesco († 1954)
- 22 ottobre - Frederick Twort, batteriologo inglese († 1950)
- 24 ottobre - Emilio Valvassori, dirigente sportivo e arbitro di calcio italiano († 1959)
- 25 ottobre - Adolf Möller, canottiere tedesco († 1968)
- 25 ottobre - Henry Norris Russell, astronomo statunitense († 1957)
- 26 ottobre - Gaetano Arturo Crocco, ufficiale e ingegnere aeronautico italiano († 1968)
- 26 ottobre - Fritz Danner, ginnasta tedesco
- 27 ottobre - Walt Kuhn, pittore e fumettista statunitense († 1949)
- 28 ottobre - Sam Hodgetts, ginnasta britannico († 1944)
- 29 ottobre - Otto Pötzl, psichiatra e neurologo austriaco († 1962)
- 30 ottobre - Hugo Celmiņš, politico lettone († 1941)
- 30 ottobre - Howard Hayes, mezzofondista e velocista statunitense († 1937)
- 30 ottobre - Luisa Spagnoli, imprenditrice italiana († 1935)
- 31 ottobre - Oscar Sinigaglia, ingegnere italiano († 1953)

## Novembre(77)
- 1º novembre - Roger Quilter, compositore britannico († 1953)
- 1º novembre - Else Ury, scrittrice tedesca († 1943)
- 2 novembre - Aga Khan III, imam pakistano († 1957)
- 2 novembre - Fred J. Balshofer, regista, direttore della fotografia e sceneggiatore statunitense († 1969)
- 2 novembre - Clark Leiblee, velocista statunitense († 1917)
- 2 novembre - Claire McDowell, attrice statunitense († 1966)
- 2 novembre - Teixeira de Pascoaes, poeta, scrittore e filosofo portoghese († 1952)
- 3 novembre - Edmond Barrett, lottatore, tiratore di fune e pesista britannico († 1932)
- 3 novembre - Giuseppe Bordonzotti, architetto svizzero († 1932)
- 3 novembre - Carlos Ibáñez del Campo, militare e politico cileno († 1960)
- 3 novembre - Harold M. Shaw, regista e attore statunitense († 1926)
- 4 novembre - Tomasz Arciszewski, politico polacco († 1955)
- 5 novembre - Abraham Mellinger, lottatore statunitense († 1958)
- 5 novembre - Stefano Zuech, scultore italiano († 1968)
- 6 novembre - Kaspar Hassel, velista norvegese († 1962)
- 6 novembre - Albert Tafel, esploratore, etnografo e medico tedesco († 1935)
- 8 novembre - Alessio I, monaco cristiano e arcivescovo ortodosso russo († 1970)
- 8 novembre - Anselmo Cessi, insegnante italiano († 1926)
- 8 novembre - Robert Homans, attore statunitense († 1947)
- 9 novembre - Enrico De Nicola, politico e avvocato italiano († 1959)
- 9 novembre - Forrest Halsey, sceneggiatore statunitense († 1949)
- 9 novembre - Muhammad Iqbal, poeta, filosofo e politico pakistano († 1938)
- 9 novembre - Abelardo Olivier, schermidore italiano († 1951)
- 10 novembre - Domenico Romano, politico italiano († 1965)
- 11 novembre - Giuseppe Pagano, magistrato italiano († 1967)
- 12 novembre - Emanuele Ponzio, militare e marinaio italiano († 1918)
- 13 novembre - Claude Chapperon, ciclista su strada francese († 1944)
- 13 novembre - Paul Saladin Leonhardt, scacchista tedesco († 1934)
- 13 novembre - Girolamo Poloni, pittore italiano († 1954)
- 14 novembre - John Biller, lunghista, altista e discobolo statunitense († 1934)
- 14 novembre - Norman Brookes, tennista australiano († 1968)
- 14 novembre - Émile Gontier, astista e discobolo francese († 1947)
- 14 novembre - Arcangelo Ilvento, medico italiano († 1936)
- 14 novembre - Johann Evangelist Müller, arcivescovo cattolico tedesco († 1965)
- 14 novembre - Ján Vojtaššák, vescovo cattolico slovacco († 1965)
- 15 novembre - Ettore Ciciriello, militare italiano († 1917)
- 15 novembre - Max Hilzheimer, zoologo tedesco († 1946)
- 15 novembre - William Hope Hodgson, scrittore britannico († 1918)
- 15 novembre - Ugo Lupattelli, politico italiano († 1960)
- 16 novembre - Guido Almagià, ammiraglio italiano († 1948)
- 17 novembre - Frank Calder, giornalista e dirigente sportivo canadese († 1943)
- 17 novembre - Orville Harrold, tenore statunitense († 1933)
- 17 novembre - Giuseppe Mascarini, pittore italiano († 1954)
- 18 novembre - Jules Isaac, storico francese († 1963)
- 18 novembre - Hermann Kantorowicz, giurista tedesco († 1940)
- 18 novembre - Arthur Cecil Pigou, economista inglese († 1959)
- 18 novembre - Hede von Trapp, poetessa e pittrice austriaca († 1947)
- 19 novembre - André Corvington, schermidore haitiano († 1918)
- 19 novembre - Giuseppe Volpi, nobile, imprenditore e politico italiano († 1947)
- 20 novembre - Herbert Pitman, marinaio britannico († 1961)
- 20 novembre - Fares al-Khoury, politico siriano († 1962)
- 21 novembre - Sigfrid Karg-Elert, compositore, docente e organista tedesco († 1933)
- 22 novembre - Endre Ady, poeta ungherese († 1919)
- 22 novembre - Reginald Courtenay Boyle, ufficiale irlandese († 1946)
- 22 novembre - Muriel Foster, contralto inglese († 1937)
- 22 novembre - Joan Gamper, calciatore, dirigente sportivo e imprenditore svizzero († 1930)
- 22 novembre - Herbert Smith, calciatore inglese († 1951)
- 24 novembre - Alben W. Barkley, politico statunitense († 1956)
- 24 novembre - Michele Castelli Guaccero, prefetto, diplomatico e politico italiano († 1973)
- 24 novembre - Boris Vladimirovič Romanov, principe e generale russo († 1943)
- 25 novembre - Harley Granville-Barker, commediografo, attore e regista inglese († 1946)
- 25 novembre - Harry Traver, ingegnere statunitense († 1961)
- 25 novembre - William Sorelle, attore canadese († 1944)
- 26 novembre - Léo Staats, ballerino, coreografo e direttore artistico francese († 1952)
- 27 novembre - Giuseppe Ferrario, ingegnere, cartografo e topografo italiano († 1932)
- 27 novembre - William F. Haddock, regista e attore statunitense († 1969)
- 27 novembre - Emidio Lopardi, politico italiano († 1960)
- 27 novembre - Leigh Richmond Roose, calciatore gallese († 1916)
- 28 novembre - Enoch Marvin Banks, storico statunitense († 1911)
- 29 novembre - Rowland Baring, II conte di Cromer, nobile e diplomatico inglese († 1953)
- 29 novembre - Gab Sorère, scenografa e regista francese († 1962)
- 29 novembre - Sebastiano Crinò, geografo italiano († 1955)
- 29 novembre - Elsa Laula Renberg, attivista svedese († 1931)
- 29 novembre - Ferdinando Innamorati, politico e antifascista italiano († 1944)
- 29 novembre - Hermann Junker, egittologo tedesco († 1962)
- 30 novembre - Nikolaos Andriakopoulos, ginnasta greco († 1896)
- 30 novembre - Ottorino Mezzetti, generale italiano († 1962)

## Dicembre(58)
- 1º dicembre - Corrado Barbagallo, storico italiano († 1952)
- 1º dicembre - George Ross, ginnasta britannico († 1945)
- 3 dicembre - Bartolomeo Asquasciati, alpinista italiano († 1933)
- 3 dicembre - Giovanni Marchini, pittore italiano († 1946)
- 3 dicembre - Hubert Moest, regista, sceneggiatore e attore tedesco († 1953)
- 3 dicembre - Matteo Pellegrino, vescovo cattolico italiano († 1936)
- 4 dicembre - Frank Jay Gould, imprenditore e filantropo statunitense († 1956)
- 5 dicembre - Alessandro Anzani, progettista, pilota motociclistico e imprenditore italiano († 1956)
- 6 dicembre - Paul Bonatz, architetto tedesco († 1956)
- 6 dicembre - Dina Galli, attrice italiana († 1951)
- 6 dicembre - Casper Holstein, mafioso statunitense († 1944)
- 6 dicembre - Marcel Lévesque, attore francese († 1962)
- 7 dicembre - Walter Abbott, calciatore inglese († 1941)
- 8 dicembre - Maria Farneti, soprano italiano († 1955)
- 8 dicembre - Julius Keyl, velocista, ostacolista e ginnasta tedesco († 1959)
- 8 dicembre - Pietro Lissia, magistrato e politico italiano († 1957)
- 9 dicembre - Georges Maurice Jean Blanchard, generale francese († 1954)
- 9 dicembre - Arturo Chelini, pittore italiano († 1942)
- 13 dicembre - Carlo Gagliazzo, politico italiano († 1933)
- 13 dicembre - Otto Feyder, ginnasta e multiplista statunitense († 1961)
- 13 dicembre - Mykola Leontovyč, compositore ucraino († 1921)
- 13 dicembre - Edmond Locard, criminologo francese († 1966)
- 13 dicembre - Déodat Roché, storico e esoterista francese († 1978)
- 14 dicembre - Wilfred Holroyd, schermidore britannico († 1961)
- 14 dicembre - Giuseppe Romualdi, avvocato, commediografo e politico italiano († 1943)
- 14 dicembre - Meuccio Ruini, politico italiano († 1970)
- 15 dicembre - Mario Casaleggio, attore italiano († 1953)
- 15 dicembre - John Timothy McNicholas, arcivescovo cattolico irlandese († 1950)
- 15 dicembre - Shefqet Vërlaci, imprenditore e politico albanese († 1946)
- 15 dicembre - Georg af Klercker, regista, sceneggiatore e attore svedese († 1951)
- 16 dicembre - Artur Bodanzky, direttore d'orchestra austriaco († 1939)
- 16 dicembre - Kichisaburō Nomura, ammiraglio e politico giapponese († 1964)
- 18 dicembre - Sidney Bracey, attore australiano († 1942)
- 18 dicembre - Max Pallenberg, attore e cantante austriaco († 1934)
- 18 dicembre - Adam Remmele, politico e sindacalista tedesco († 1951)
- 19 dicembre - Giovanni Bocciardo, imprenditore e calciatore italiano († 1953)
- 19 dicembre - Paolina Olga di Württemberg, principessa († 1965)
- 19 dicembre - Richard Sanford, siepista statunitense († 1966)
- 21 dicembre - Giuseppe Casucci, pittore italiano († 1964)
- 22 dicembre - Tommaso Boggio, matematico italiano († 1963)
- 22 dicembre - Salvi Huix i Miralpeix, vescovo cattolico spagnolo († 1936)
- 23 dicembre - Paolo Emilio André, architetto italiano († 1939)
- 23 dicembre - Vittorio Butera, poeta italiano († 1955)
- 23 dicembre - Luigi Fabbri, anarchico e saggista italiano († 1935)
- 24 dicembre - Tommaso Arnoni, avvocato e politico italiano († 1950)
- 24 dicembre - Noël Bas, ginnasta francese († 1960)
- 25 dicembre - Luigi Cesare Bollea, storico italiano († 1934)
- 26 dicembre - Christian Dolfen, archivista tedesco († 1961)
- 27 dicembre - Bodil Rosing, attrice danese († 1941)
- 27 dicembre - Dino Provenzal, scrittore italiano († 1972)
- 27 dicembre - Heinz Reichert, librettista austriaco († 1940)
- 27 dicembre - Mosè Tovini, presbitero italiano († 1930)
- 29 dicembre - Max Hess, ginnasta e multiplista statunitense († 1969)
- 29 dicembre - Antonio Leoni, politico, avvocato e magistrato italiano († 1936)
- 31 dicembre - Lawrence Beesley, scrittore e giornalista britannico († 1967)
- 31 dicembre - Hnat Chotkevyč, scrittore, etnografo e compositore ucraino († 1938)
- 31 dicembre - Viktor Dyk, politico e poeta ceco († 1931)
- 31 dicembre - Giovanni Ghedini, medico italiano († 1959)

## Senza giorno specificato(86)
- Anastasio Anastasi, ingegnere italiano († 1969)
- Anastasios Andreou, ostacolista greco († 1947)
- Warren Austin, politico statunitense († 1962)
- Francesco Ballerini, egittologo e archeologo italiano († 1910)
- Concesso Barca, scultore italiano († 1968)
- Attilio Barion, editore italiano († 1933)
- Michael Barne, militare e esploratore britannico († 1961)
- Dudley John Beaumont, ufficiale e pittore inglese († 1918)
- Italo Bertoglio, ingegnere civile e fotografo italiano († 1963)
- Giuseppe Brega, architetto italiano († 1960)
- Luigi Brusotti, matematico italiano († 1959)
- Nino Busetto, pittore, illustratore e incisore italiano († 1940)
- Sven Bylander, ingegnere svedese († 1943)
- Albert Simon Cahen, schermidore francese († 1937)
- Cai Guiqin, insegnante cinese († 1956)
- Antonio Campostano, fotografo italiano († 1965)
- Innocente Cantinotti, pittore italiano († 1940)
- Giorgina Caprile, soprano italiano († 1951)
- Ferruccio Caressa, militare, etnologo e scrittore italiano
- Ercole Carletti, poeta, drammaturgo e linguista italiano († 1946)
- Galileo Cavallari Murat, pittore e scultore italiano († 1947)
- Otello Cavara, giornalista italiano († 1928)
- Jean Chantavoine, musicologo francese († 1952)
- Arnaldo Cipolla, giornalista, esploratore e scrittore italiano († 1938)
- Angelo Crespi, filosofo e giornalista italiano († 1949)
- Leaf Daniell, schermidore britannico († 1913)
- George Demotte, mercante d'arte belga († 1923)
- Edmondo Dodsworth, poeta e saggista italiano († 1950)
- Lajos Domokos, giornalista e politico austro-ungarico († 1903)
- Eagle Eye, attore statunitense († 1927)
- Ettore Zaccari, ebanista italiano († 1922)
- Giuseppe Favaro, anatomista italiano († 1954)
- Sharif el-Gariani, religioso libico († 1945)
- Michele Gervasio, archeologo italiano († 1961)
- Umberto Giannini, politico italiano
- Emma Goitein Dessau, pittrice tedesca († 1968)
- Louis Gougaud, storico delle religioni francese († 1941)
- Miltiadīs Gouskos, pesista greco († 1903)
- Jacinto Grau Delgado, commediografo e drammaturgo spagnolo († 1958)
- Hafız Hakkı, generale turco († 1915)
- Édouard Herzen, chimico belga († 1936)
- Jin Yunpeng, generale e politico cinese († 1951)
- Sid Johnson, tiratore di fune statunitense
- Ernest Harold Jones, egittologo britannico († 1911)
- Konstantinos Karakatsanis, mezzofondista e canottiere greco
- Pantelīs Karasevdas, tiratore a segno greco († 1946)
- Filippos Karvelas, ginnasta greco († 1952)
- James Kaylor, politico e sindacalista britannico († 1961)
- Franz Kostner, militare, alpinista e imprenditore italiano († 1968)
- Sergej Pavlovič Kostyčev, botanico russo († 1931)
- Arturo Lancellotti, scrittore e critico d'arte italiano († 1968)
- Kōnstantinos Lazaros, tiratore di fune greco
- George Levick, chirurgo e esploratore britannico († 1956)
- Ermenegildo Luppi, scultore italiano († 1937)
- Dario Maragliano, chirurgo italiano († 1970)
- John Maxwell, produttore cinematografico inglese († 1940)
- Cecil Meares, militare e esploratore irlandese († 1937)
- Wehib Pascià, generale ottomano († 1940)
- Giuseppe Messina, giurista italiano († 1946)
- Franz Miller, imprenditore italiano († 1956)
- Pietro Oddo, numismatico italiano († 1960)
- Koson Ohara, pittore e disegnatore giapponese († 1945)
- Romeo Ottaviani, italiano († 1910)
- Luigi Pelandi, storico dell'arte italiano († 1969)
- Ioannis Persakis, triplista greco († 1943)
- Francesco Petroni, scultore italiano († 1960)
- Silvio Piccini, architetto italiano († 1954)
- Gustavo Pisani, pittore e illustratore italiano († 1948)
- Felix Plaut, psichiatra tedesco († 1940)
- Frank Powell, regista, attore e sceneggiatore canadese († 1957)
- Vasilios Psachos, tiratore di fune greco
- Nunzio Rapisardi, baritono italiano († 1911)
- Guido Ravasi, imprenditore italiano († 1946)
- Eugen Robert, impresario teatrale e regista tedesco († 1944)
- Maria Roda, anarchica, attivista e scrittrice italiana († 1958)
- Antonio Russolo, compositore italiano († 1943)
- Ersilia Sampieri, cantante italiana († 1955)
- Max Schloessinger, filologo, teologo e rabbino tedesco († 1944)
- Archibald Selwyn, produttore teatrale statunitense († 1959)
- Pompilio Seveso, pittore italiano († 1949)
- George C. Shedd, scrittore statunitense († 1937)
- André Simon, scrittore francese († 1970)
- Alexandros Theofilakīs, tiratore a segno greco
- Grigorij Nikitič Vakulenčuk, marinaio ucraino († 1905)
- Vasilios Xydas, astista greco
- Abraham Yahuda, docente, glottologo e scrittore israeliano († 1951)